# Crise des otages américains en Iran

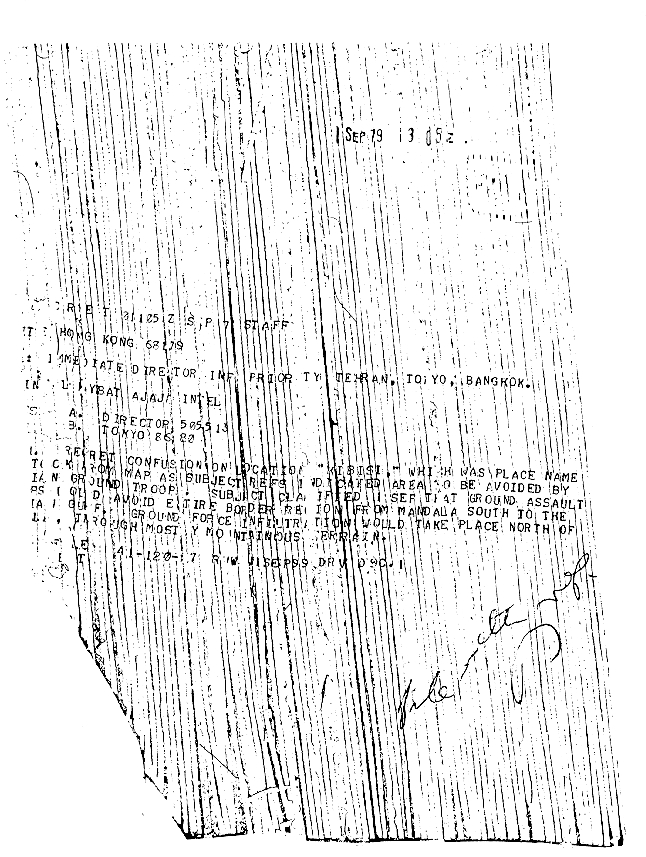
Document classé secret de l'ambassade américaine de Téhéran détruit dans un déchiqueteur puis reconstitué.

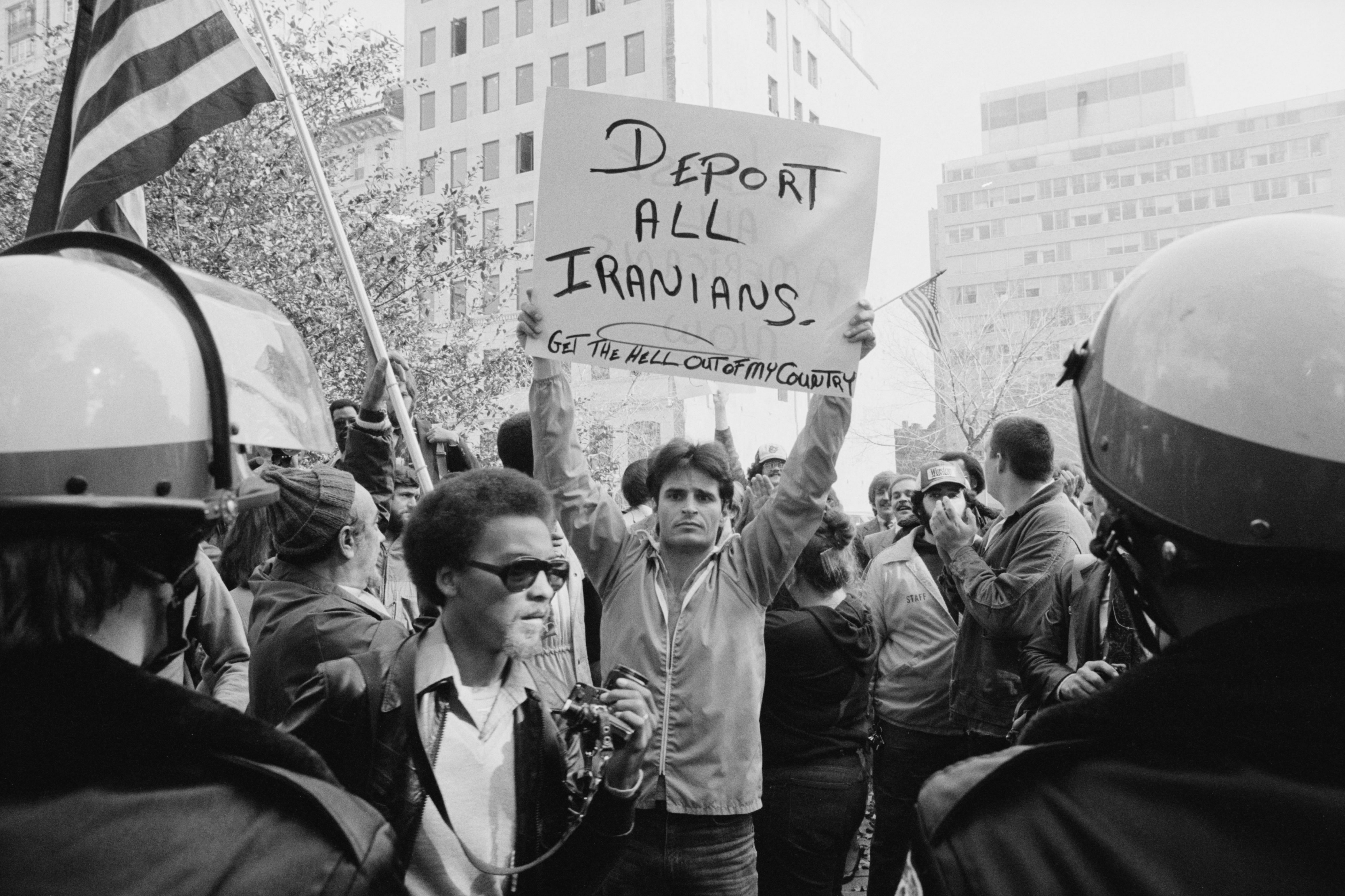
Manifestation contre la prise d'otages, le 9 novembre 1979 à Washington, D.C., lors de laquelle un homme demande l'expulsion des Iraniens du sol américain.

La crise des otages américains en Iran est un épisode de tension internationale dans les relations entre les États-Unis et l'Iran, qui a lieu du 4 novembre 1979 au 20 janvier 1981. Pendant 444 jours, cinquante-deux diplomates et civils américains sont retenus en otage par des étudiants iraniens dans l'ambassade des États-Unis à Téhéran.

## Les prémices
La principale cause de cette crise est le soupçon d'espionnage des autorités iraniennes à l'égard de l'ambassade des États-Unis, qu'elles justifient par la découverte d'instruments de renseignement et de documents allant dans ce sens,.
Un autre élément déclencheur de cette crise est l'hospitalisation le 22 octobre 1979 à New York de l'ancien dirigeant iranien réfugié au Mexique, le shah Mohammad Reza Pahlavi, en exil à la suite de la révolution iranienne,.

## Prise d'otages
Le 4 novembre 1979 en fin de matinée, quelque 400 « étudiants » (parmi eux Ezzatollah Zarghami) prennent d'assaut l'ambassade des États-Unis à Téhéran. Plusieurs étudiants armés de gourdins et de lance-pierres parviennent à escalader les murs d'enceinte de l'ambassade et font face aux Marines qui ont l'ordre formel de ne pas tirer en cas d'intrusion. Les militaires américains parviennent à les repousser pendant près de deux heures, à l'aide de gaz lacrymogène et de grenades assourdissantes, pendant que le personnel détruit les documents sensibles (passeports vierges, télégrammes diplomatiques et documents secrets). La broyeuse n'étant pas suffisante, le personnel jette les documents à détruire dans des corbeilles à papier et y met le feu. Lorsque les étudiants voient de la fumée noire s'échapper des fenêtres, ils considèrent que les Américains détruisent des preuves d'espionnage, ils forcent le passage, maîtrisent les Marines et envahissent le bâtiment. Ils prennent 53 personnes en otage dans l'ambassade, auxquelles s'ajoutent trois autres Américains, capturés dans le bâtiment du ministère des Affaires étrangères. Les étudiants réussissent à s'emparer de documents secrets des services de renseignement américains, qui ont été publiés par la suite en Iran, en persan et, dans une moindre mesure, en anglais,.
En échange de la libération d'otages, les autorités iraniennes réclament que les États-Unis leur livrent le shah qui y séjourne pour raison de santé, afin qu'il soit jugé. Selon l'arrêt de la Cour internationale de justice, saisie de l'affaire : « L'ayatollah Khomeini a proclamé que l’État iranien apportait sa caution, tant à la prise de l'ambassade qu'à la détention des otages. Il a qualifié la première de “centre d'espionnage”, il a déclaré que les seconds resteraient (sauf quelques exceptions) “en état d'arrestation” jusqu'à ce que les États-Unis aient livré l'ancien chah et ses biens à l'Iran et il a interdit toute négociation avec les États-Unis à ce sujet ». L'ex-shah, chassé des États-Unis le 15 décembre 1979, meurt en Égypte le 27 juillet 1980 après une agonie de plusieurs mois.
Treize des 52 otages sont libérés dans les deux semaines suivantes, ainsi qu'un quatorzième en juillet 1980. Les autres otages restent 444 jours en détention, durant lesquels certains tentent de s'échapper, mais en vain. Depuis leur libération, ils dénoncent la torture psychologique qu'ils subirent à l'époque,. Il est désormais exigé par les autorités iraniennes que les États-Unis reconnaissent comme une faute leur soutien indéfectible au shah depuis l'Opération Ajax de l'été 1953. Cela équivalait pour Jimmy Carter à mettre en cause la politique de six présidents des États-Unis.

### Filière canadienne
Le jour de la prise d'otages, six diplomates américains réussissent à quitter l'ambassade et se réfugient dans la demeure du diplomate canadien John Sheardon, sous la protection de l'ambassadeur canadien Ken Taylor (en). Immédiatement alerté, le gouvernement canadien accorde l'autorisation d'émettre secrètement des passeports canadiens pour ces otages américains, afin de leur permettre de quitter le pays. Se faisant passer pour des cinéastes en train de tourner un film et escortés par deux agents de la CIA, les six diplomates décollent à bord d'un avion Swissair à destination de Zurich le 27 janvier 1980. Cette fuite a inspiré notamment le film Argo (2012).

## Réponse de Jimmy Carter

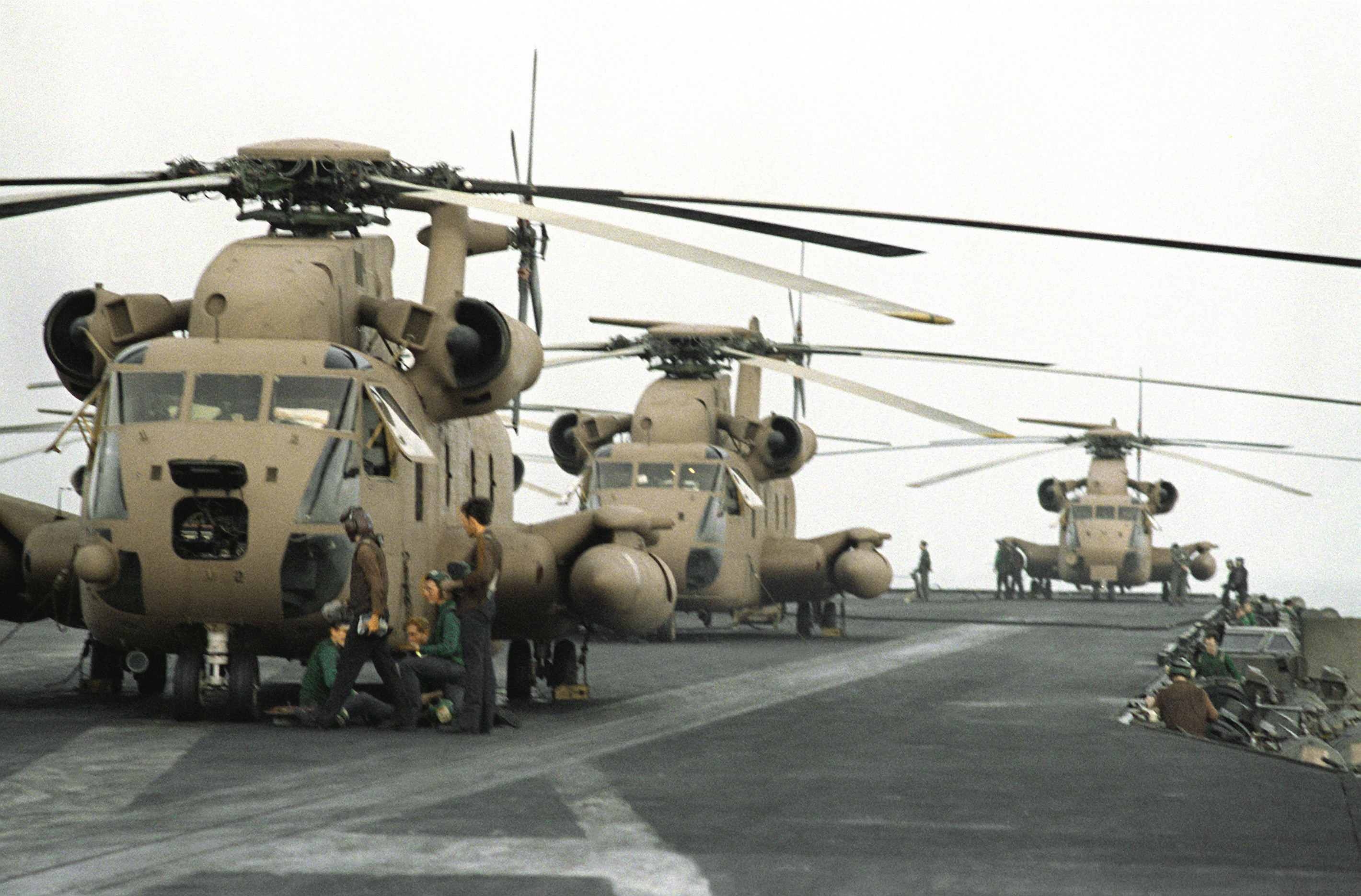
Préparation pour opération.

En réponse à la prise d'otages, le président des États-Unis Jimmy Carter qui en février a dû gérer l'enlèvement et la mort de l’ambassadeur Adolph Dubs en République démocratique d'Afghanistan applique immédiatement des pressions d'ordre économique et diplomatique à l'égard de l'Iran : les importations de pétrole iranien sont stoppées le 12 novembre, un grand nombre de ressortissants iraniens sont expulsés des États-Unis[réf. nécessaire] et d'importants fonds iraniens se trouvant dans les banques américaines sont gelés le 14 novembre. Le 15, moins de dix jours après la démission du Premier ministre Mehdi Bazargan, qui s'était plaint des « comités Khomeini », Khomeini fait adopter par l'Assemblée des experts le texte de la nouvelle Constitution de l'Iran. En janvier 1980, les partisans modérés de l'ayatollah Chariat Madari sont arrêtés et fusillés : Khomeini détient dorénavant tous les pouvoirs.
La situation devenant intenable, Mohamed Reza Pahlavi est à présent transféré sur une base militaire du Texas : sous la pression, le Mexique refuse le retour du shah sur son sol. Le Panama sera l'étape suivante de l'errance. Mais les mollahs tentent d'obtenir le retour du shah. Le gouvernement panaméen, d'abord disposé à accueillir les souverains déchus, change de position : il ne verrait pas d'objection à négocier une extradition. Anouar el-Sadate, qui avait toujours demandé que les Pahlavi demeurent en Égypte, réitère son invitation. C'est donc le retour à sa première destination d'exil, mais avant cela l'avion va être bloqué plusieurs heures dans l'archipel des Açores : des avocats, envoyés par le régime islamique, réclament l'extradition du shah. L'avion décolle avant que les autorités locales ne reçoivent officiellement la demande. Il mourra en Égypte après une agonie de plusieurs mois le 27 juillet 1980.
Selon la journaliste Dominique Lorentz, au printemps 1980, l'ayatollah Khomeini discute avec les deux candidats présidentiels, Carter et Reagan. Les pourparlers mobilisent les protagonistes de l'Irangate, ainsi que les deux pays liés à l'Iran par des accords nucléaires, la France (via Eurodif) et l'Allemagne de l'Ouest (contrat pour la centrale nucléaire de Bouchehr, devant être construite par Kraftwerk Union).
Mais au début d'avril 1980, Khomeini fait savoir dans un communiqué que « les otages resteront aux mains des étudiants islamiques jusqu'à la réunion du Parlement ». Selon l'ex-président de la République islamique, Bani Sadr, « Cette démarche était pour moi synonyme de blocage définitif. […] Ce communiqué de Khomeini était l'aboutissement des contacts (avec les proches de Ronald Reagan) et qui n'avaient qu'un seul but : empêcher la libération des otages avant les élections américaines de novembre 1980 pour handicaper Carter dans sa réélection ».

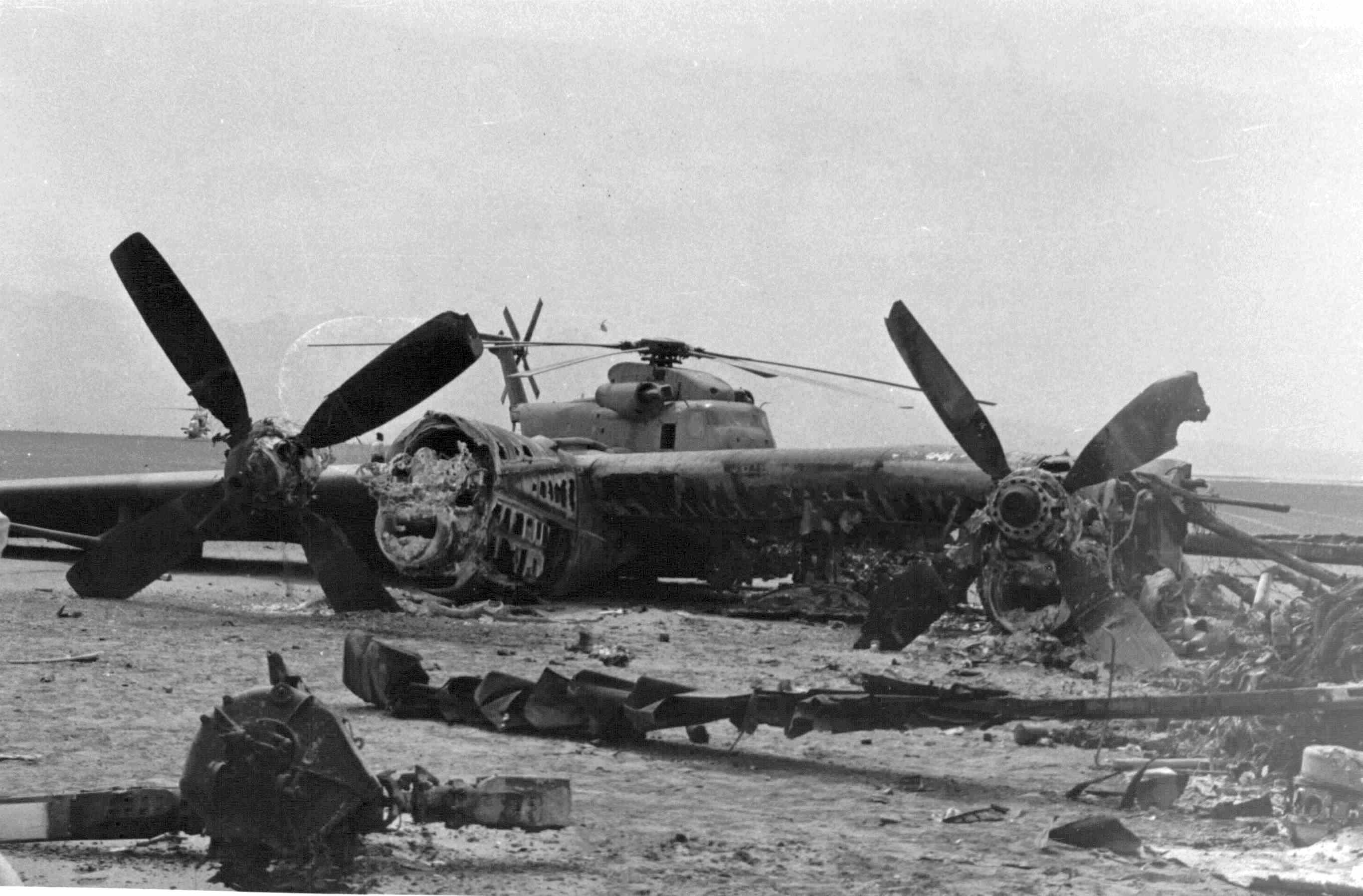
Desert One, lieu de l'accident mortel ayant eu lieu lors de l'opération Eagle Claw.

Le lendemain du communiqué, le 7 avril 1980, Carter rompt les relations diplomatiques avec l'Iran. Deux semaines plus tard, il lance l'opération militaire Eagle Claw, destinée à faire libérer les otages. Une planification trop complexe, des problèmes techniques ainsi que des tempêtes de sable imprévues conduisirent à la déroute et à l'annulation de l'opération. Trois hélicoptères RH-53D sur huit tombent en panne, et un quatrième entre en collision avec un avion de transport C-130 Hercules au sol et s'écrase, faisant huit morts.
Fin 1980, après la défaite de Carter aux élections au profit de Ronald Reagan, la mort du shah le 27 juillet et le début de la guerre Iran-Irak, la voie de la négociation semble préférée. Les États-Unis font appel au ministre des Affaires étrangères algérien, Mohamed Seddik Benyahia, pour servir d'intermédiaire.
Finalement, la libération des otages est décidée en échange de la promesse de non-ingérence des États-Unis dans la politique intérieure de l'Iran, du dégel d'une partie des fonds iraniens et de l'assurance qu'aucune poursuite judiciaire ne sera lancée contre les autorités iraniennes (Accords d'Alger).

## Libération des otages
Les otages sont libérés à Alger le 20 janvier 1981, douze minutes après l'adresse inaugurale du président Reagan, nouvellement élu, et rejoignent leur pays le 27, à l'occasion de l'investiture du président Reagan, après une étape sur la base aérienne de Wiesbaden.
Leur libération coïncidant avec le discours inaugural de Reagan, beaucoup (dont Bani Sadr, alors président de la République islamique d'Iran, et Gary Sick, alors membre du Conseil de la sécurité nationale et conseiller principal du président américain en ce qui concernait le golfe Persique) ont parlé d'une « surprise d'octobre », affirmant qu'un marché avait été négocié par des républicains ayant des connexions avec la CIA (dont George H. W. Bush), appartenant à l'entourage de Reagan, afin de s'assurer que les otages ne seraient libérés qu'après l'élection de Reagan.
Ainsi, une « surprise d'octobre » aurait été empêchée, une libération antérieure des otages aurait pu en effet permettre à Carter de gagner. En échange, l'équipe de Reagan aurait promis à Téhéran des armes.
Après douze ans d'enquête et la découverte de l'affaire Iran-Contra, deux commissions parlementaires ont été ouvertes. Celles-ci ont conclu à l'absence de négociations secrètes. En 2001, Ernest Backes, ancien banquier chez Clearstream, affirmait qu'il avait été chargé du transfert d'argent ayant payé la libération des otages. Il a transmis ses documents à l'Assemblée nationale. Ce rôle de Clearstream, masquant le paiement de la rançon des otages américains, est confirmé par le journaliste Denis Robert, spécialiste des malversations de la banque luxembourgeoise.

## Conséquences ultérieures
À la suite de la crise des otages, l'ambassade des États-Unis de Téhéran est supprimée. Depuis cette date, la Suisse fait office de puissance protectrice et représente les intérêts américains en Iran.
Depuis, le régime islamique a transformé l’ancienne ambassade en musée, géré par les Gardiens de la révolution islamique : le « Musée-jardin anti-arrogance ». On peut y trouver des broyeurs de documents, et des émetteurs satellite, présentés comme des preuves sur les activités d’espionnage des États-Unis. « Ces appareils très performants pour l’époque servaient à écouter les conversations des Iraniens » explique ainsi le guide du musée. Plusieurs télé-transcripteurs auraient aussi servi à envoyer des informations secrètes. « Les Américains ont tenté de faire disparaître leurs documents confidentiels en utilisant des incinérateurs et des déchiqueteurs. Mais lorsque les étudiants ont vu de la fumée qui sortait du bâtiment, ils ont forcé l’entrée (du bâtiment) de l’ambassade et stoppé les agents » commente le guide, devant une des machines encore remplie de papier[réf. nécessaire].
Quatre-vingt livres de documents secrets ont pu être reconstitués « grâce aux étudiants qui ont patiemment recollé les morceaux des documents broyés ». Des livres sont consultables dans une des pièces du musée et sont également téléchargeables sur Internet,. Elle montre le peu de contrôle et d'informations de la diplomatie américaine qui n’a pas anticipé l'évolution de la situation en Iran.

## Dans les arts et la culture populaire

### Documentaires
- [vidéo] « 444 jours qui ont fait plier l'Amérique »Ben Salama, Naoufel Brahimi El Mili sur Arte, 2022, 58 min, France, Kuiv Productions (consulté le 16 septembre 2024)